# San Jacinto (Colômbia)

Localização do município de San Jacinto no departamento de Bolívar.

San Jacinto é uma cidade e município do departamento de Bolívar, no norte da Colombia.